# ベルンハルト・クルーセル
ベルンハルト・ヘンリク・クルーセル（Bernhard Henrik Crusell,1775年10月15日 - 1838年7月28日）は、スウェーデン系フィンランド人のクラリネット奏者、作曲家、翻訳家。「古典派における最も重要で最も国際的に知られたフィンランド生まれの作曲家であり、まちがいなくシベリウスに先立つ傑出した作曲家。」と評される。

## 幼少期と教育
クルーセルはスウェーデン王国のニースタード（現：フィンランド、ウーシカウプンキ）の貧しい製本屋の家庭に生まれた。祖父のベルンハルト・クルセリウス（-Kuruselius）はオーボとストックホルムで製本業を学び、ビョルネボリに移り住んだ。そこで9人の子を儲け、その中で父と同じく製本業の道に進んだヤコブ（Jakob）がクルーセルの父である。1765年、見習い期間を修了したヤコブはニースタードに移り、そこでヘレナ・イランダー（Helena Ylander）と結婚したが、彼女はその約1年後に亡くなってしまう。ヤコブは1769年にマルガレタ・メスマン（Margaretha Messman）と再婚し、4人の子どもを授かる。しかしその中で大人になれたのはベルンハルトだけであった。クルーセルは後に、この頃の生活について三人称でこう述べている。

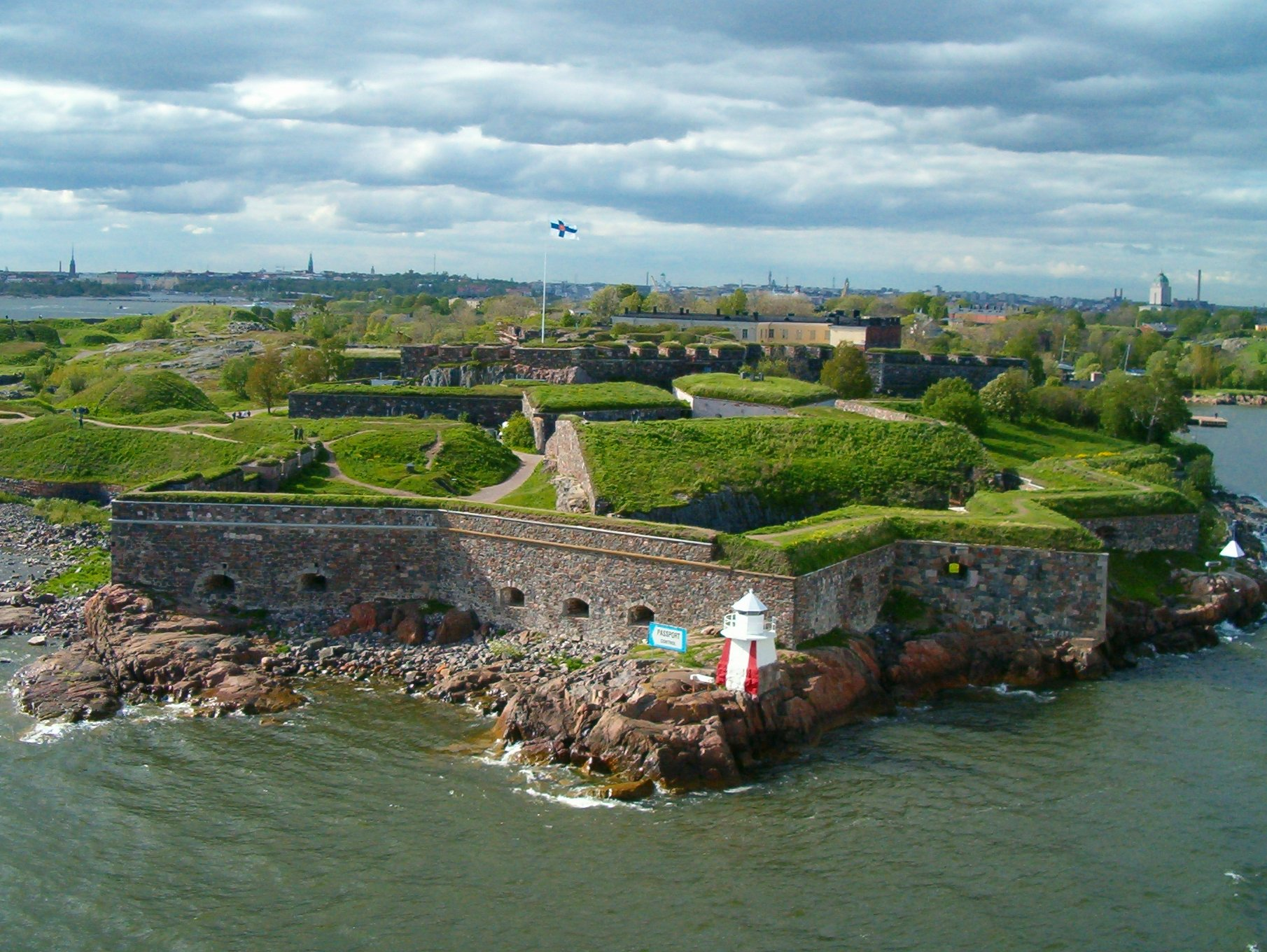
スヴェアボリの要塞

クルーセルが8歳の時、一家はヘルシングフォシュから北に約37キロ離れたヌルミヤルヴィへと引っ越した。彼の生来の音楽への興味は尽きることなく、友人が演奏するのを聞きながらクラリネットの演奏を耳で覚えた。まもなく、ニーランド県のある連隊楽団員から特訓を受け始めるようになる。
有志
1788年、クルーセルが13歳になると、彼の才能に気づいた一家の友人がスヴェアボリのO. Wallenstjerna少佐の元に彼を連れて行った。スヴェアボリは、ヘルシングフォシュの湾岸からすぐの6つの島の上に建設された海上要塞である。要塞の教養豊かな将校たちは、町の文化や政治に大きな興味を持っていた。Wallenstjerna少佐はクルーセルの演奏に感心し、彼をスヴェアボリの軍楽隊の有志団員として迎えると共に、家族と共に住める場所を提供した。スヴェアボリで学ぶことができたクルーセルは音楽と語学に長けていった。1791年にWallenstjernaが転属となると、クルーセルは彼についてストックホルムへと向かった。クルーセルはその後の人生の大半をスウェーデンで過ごすことになったが、彼は常にフィンランド人を自任していた。彼は晩年にヨハン・ルドヴィグ・ルーネベリ に宛てた手紙の中で自らを「フィンランド人 finsk landsman」と呼んでいる。また、彼は旅行日記をフィンランド語で綴っていた。

## クラリネット奏者としてのキャリア

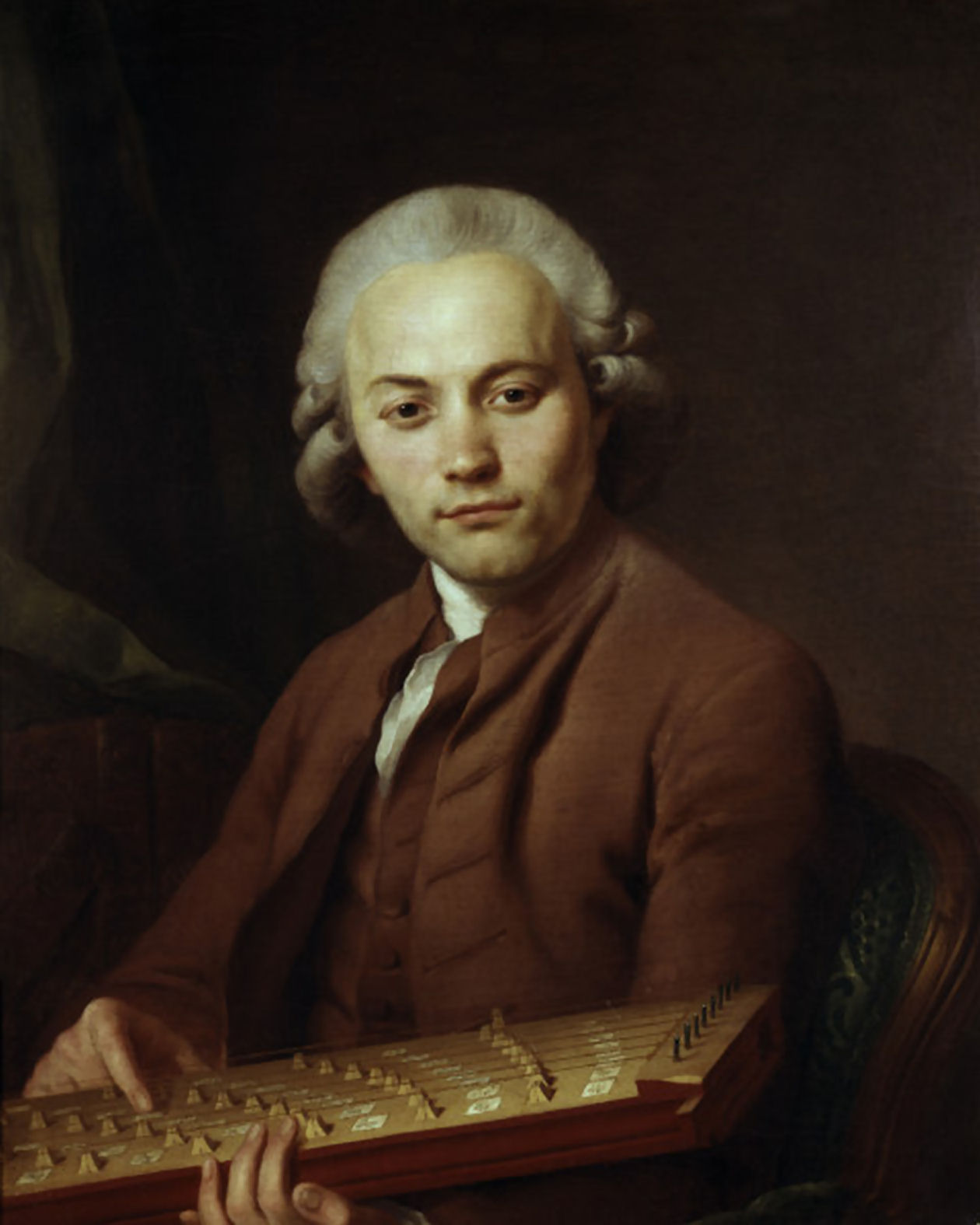
ゲオルク・ヨーゼフ・フォーグラー

クルーセルはストックホルムでも鍛錬を続け、クラリネットのソリストとなった。1792年、16歳で連隊楽団の指揮者に任ぜられ、翌1793年には宮廷楽団首席クラリネット奏者となった。この楽団を率いていたのが、彼の作曲の師であるドイツの作曲家ゲオルク・ヨーゼフ・フォーグラーである。1798年、クルーセルは経済的援助を受けて数ヶ月の間ベルリンに滞在することが出来るようになり、そこで有名なドイツのクラリネット奏者フランツ・タウシュの薫陶を受けた。タウシュはドイツでクラリネット学校を設立しており、そこでは技巧よりも音色の美しさに重点を置いた教育を行っていた。クルーセルの上達は目覚しく、スウェーデンに帰国するまでにベルリンやハンブルクでの演奏会に出演した。音楽雑誌「Allgemeine musikalische Zeitung」によるハンブルクでの演奏会評は好意的なものであった。
残りの生涯をスウェーデンで過ごしたクルーセルであったが、1度だけフィンランドに戻っている。サンクトペテルブルクへの旅行の後、スウェーデンへ戻る途上の1801年7月7日ヘルシンキで、ピアニストのフレードリク・リタンデル（Fredrik Lithander）の伴奏で演奏しており、また7月30日にはトゥルクにおいてトゥルク音楽協会管弦楽団主催の演奏会でも演奏している。
クルーセルはストックホルムで、フランスの在スウェーデン大使と知り合いとなる。この友人関係をきっかけとして、彼は1803年にパリへの旅に出ることができた。パリでは演奏を行うとともに、まだ新しかったパリ音楽院でジャン＝ザビエル・ルフェーヴルの下でクラリネットを学んだ。ルフェーヴルの薦めに従い、彼は6月2日にMichel Amlingue（1741年–1816年）製のマウスピース、9月14日にはジャン・ジャック・バウマン（Jean Jacques Baumann）製の6鍵のC管クラリネットを購入している。クルーセルは1800年頃までリードを上向きにして演奏していたが、その後下向きに変えており、これは現代と同様の、よりカンタービレに適した位置である。変更をおこなった細かな時期は確定していないが、彼は歯並びが悪く、そのために上向きのリードの取り付けを選んでいたのかもしれない。

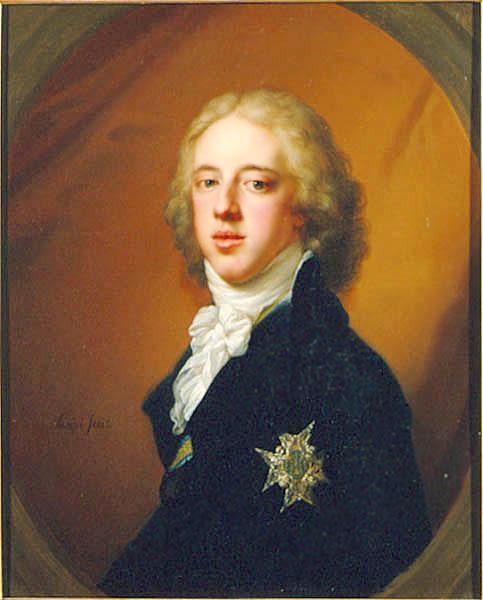
グスタフ4世アドルフ

パリのイタリア歌劇場 がクルーセルに首席クラリネット奏者の職を打診した。彼が王宮管弦楽団から離れてしまうことを危惧したスウェーデン王グスタフ4世アドルフが、彼の渡航期間延長の嘆願を却下し、そのかわりに彼を近衛連隊楽団の首席指揮者の地位につけた。クルーセルはストックホルムに戻って以降、1833年まで宮廷管弦楽団にとどまった。
1811年6月には、彼はタウシュに会うためにベルリンへと赴き、そこで2人はクラリネットについて語り合った。その月の暮れにはライプツィヒに恩人を訪ね、7月にはドレスデンのハインリッヒ・グレンザー製の新しい楽器を購入した。このグレンザーのクラリネットは当時としては先進的なデザインで、11個のキイを持っていた。その後1822年にも彼はドレスデンを訪れ、グレンザーの店を引き継いだグレンザー・ウント・ヴィーズナー（Grenser & Wiesner）と、ボルマン（Bormann）という他の製作者から新たに楽器を購入している。ストックホルム音楽博物館 には1822年からその後に作製されたグレンザー・ウント・ヴィーズナー製の5つのクラリネットが収められている。4つは11鍵、残る1つは10鍵のものである。
クルーセルはキャリアを築いていく中で、スウェーデン、ドイツ、そしてイングランドでもクラリネットのソリストとしてよく知られるようになっていった。彼はモーツァルト、ベートーヴェン、ジャダン、クロンマー、ルブラン、ヴィンターや他の作曲家の作品を演奏した。50を超える演奏会評がありながら（大半はドイツのAllgemeine musikalische Zeitungである）、否定的な評は1つも見られない。スウェーデン新聞（Svenska Tidningen）の音楽批評家だったカール・アブラハム・マンケル（Calr Abraham Mankell 1802年-1868年）は、丸みを帯び、楽器の音域のどこを吹いても一様なクルーセルの音色を称賛していた。また、クルーセルの演奏ではピアニッシモが高く評価されていた。「彼が宮廷楽団で長年にわたり最も高給を得ていたという事実は、彼の名声を示唆するものである。」

## 作曲家としてのキャリア

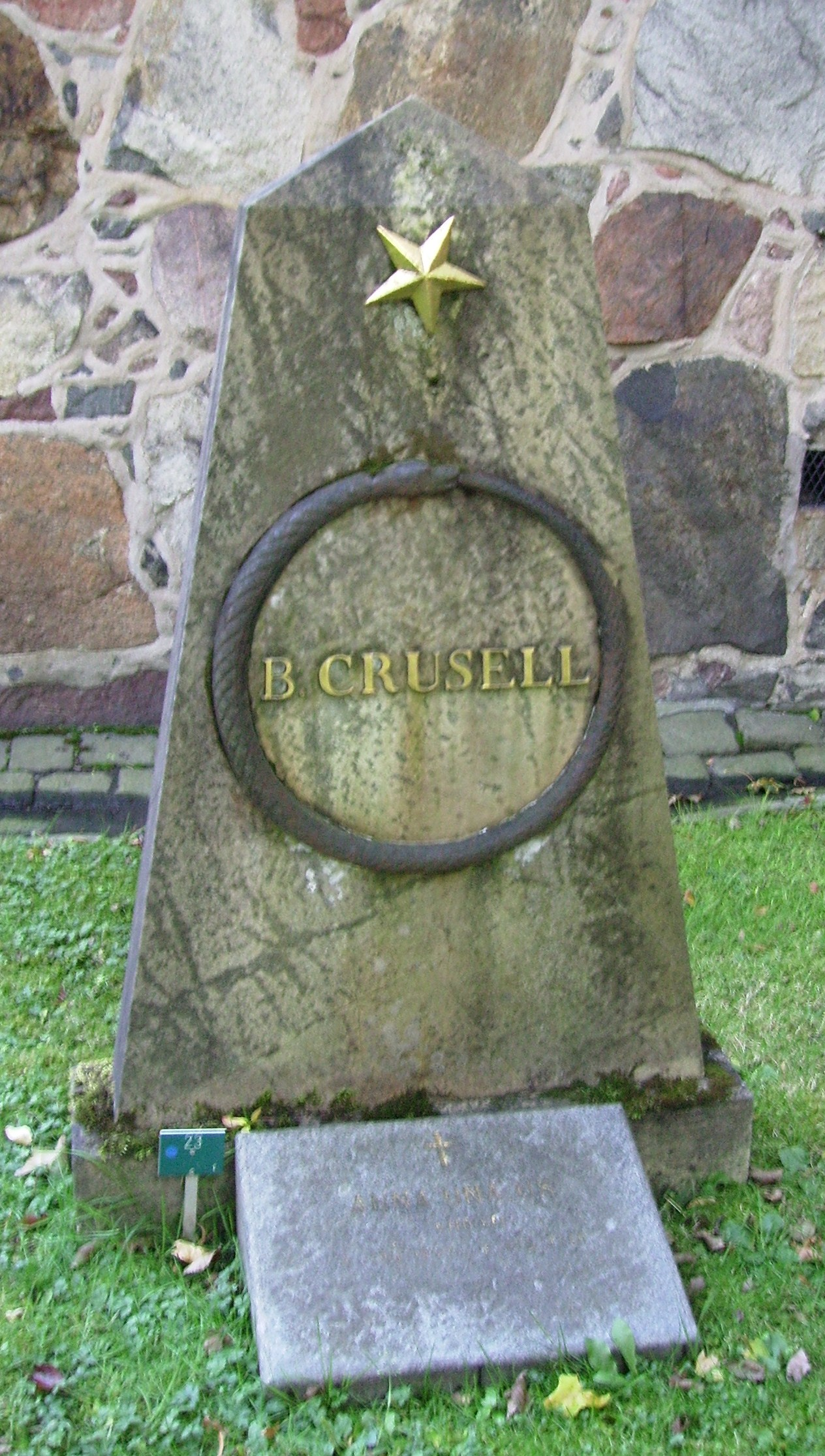
クルーセルの墓

1791年から1799年にかけて、クルーセルは作曲と音楽理論をヨーゼフ・ゲオルク・フォークラーに師事した。またもう1人のドイツ人教師、ダニエル・ベリッツ（Daniel Böritz）がストックホルム在住であった際には彼にも師事した。1803年にパリに滞在していた際には、音楽院でフランソワ＝ジョセフ・ゴセックとアンリ・モンタン・ベルトンの指導を仰いだ。彼の作品には協奏曲や室内楽の、クラリネットのみならず他の宮廷楽団の木管楽器奏者のためのものがある。1811年にライプツィヒに赴いた際には、その後1814年にペータース社の一部となる音楽出版社のBureau de Musiqueと関係を築いた。
1818年から1837年にかけて、夏季にリンシェーピングで軍楽隊を指揮していたクルーセルは、楽団のためにロッシーニ、シュポーア、ウェーバーの行進曲や序曲を編曲し、男声合唱のための曲を作曲した。1822年、彼はスウェーデンの詩人のエサイアス・テグネール などの詩による3巻にわたる歌曲集を出版し、さらに1826年に世に出した「Frithiofs saga」の巻は、テグネールの詩につけた10の歌曲であった。オペラ「奴隷少女 Lilla slavinnan」は1824年にストックホルムの初演され、続く14年の間に34回再演された。

## 他の業績や受賞
クルーセルは優秀な言語学者であり、イタリア、フランス、ドイツの重要なオペラをスウェーデンでの公演用に翻訳した。彼が訳したモーツァルトの「フィガロの結婚」は1821年に初演され、この業績によりスウェーデンの文学者の協会であるゴチック協会 に招かれている。1837年にはスウェーデン・アカデミーによってゴールド・メダルを授与され、国と協会への貢献によりVasaに叙された。スウェーデン国立図書館は自伝書の草稿を2つ保管している。

## クルーセル音楽祭
1982年より、クルーセル誕生の地、ウーシカウプンキでは毎年夏に「クルーセル週間」が設けられている。この祭典は木管楽器による音楽のためのものである。クルーセル週間の芸術監督はJussi Särkkäである。

## 作品一覧
作曲年、初版年や他で特記のない情報は参考文献類、WorldCat（OCLC）からのものである。

### 協奏的作品
- クラリネット協奏曲第1番 変ホ長調 Op.1
  - 完成年 1808年? もしくは 1810年; ライプツィヒ、Musique de Bureau　1811年もしくは1812年出版
  - 演奏時間 約22分
  - 他の版
    - Fabian DahlströmがMargareta Rörbyの協力を得て校訂した版。 Stockholm: Edition Reimers, 1995, facsimile score (xxi, 158 pages; includes prefatory notes in English and Swedish and "Critical commentary", pp. 153–158) OCLC 34351150.
    - Brent Coppenbargerによるピアノ伴奏版。Wiesbaden [etc.]: Breitkopf & Härtel, 2000 (copyright 1990, Monteux: Musica Rara), score (45 pages) and part OCLC 66044639.
    - Pamela Westonによるピアノ伴奏版。 Vienna: Universal, 1990, score (30 pages) and part (11 pages) OCLC 277190887, 24315821, 369133146; reprint 2004, ISBN 978-3-7024-1558-7, OCLC 316025438.
- クラリネット協奏曲第2番 ヘ短調 Op.5（"Grand"）
  - 初演 1815年; ライプツィヒ、ペータース社より出版 1818年頃
  - 他の版
    - Jost Michaelsによるピアノ伴奏版、カデンツァ付き。 Hamburg: Sikorski, ca.1962, plate H.S.549, cat. no. 549,  score (35 pages) and part  OCLC 277176309, 221334057.
    - Pamela Westonによるピアノ伴奏版。 Vienna: Universal Edition, 1991, score (29 pages) and part (11 pages) OCLC 26218888.
- クラリネット協奏曲第3番 変ロ長調 Op.11
  - 1807年頃？作曲;後に改訂を経てペータース社より出版 1828年もしくは1829年
  - 演奏時間 約25分
  - 他の版
    - Mayer校訂版。 New York: Edition Peters, Full score[リンク切れ]; String parts (3.3.2.2.1)[リンク切れ]; Wind parts (1.2.0.2–2.2.0.0—Timp)[リンク切れ].
    - Bieger/ Foersterによるピアノ伴奏版。 New York: Edition Peters, GM 1129[リンク切れ].
    - Pamela Westonによるピアノ伴奏版。 Vienna: Universal, 1988, cat. no. 18267, score (36 pages) and part (12 pages) OCLC 277176313, 29756553.
- クラリネット、ホルン、ファゴットと管弦楽のための「合奏協奏曲 Sinfonia concertante」変ロ長調 Op.3
  - 構成 第1楽章 アレグロ 第2楽章 アンダンテ・ソステヌート 第3楽章 アレグロ・マ・ノン・タント
  - 初演 1804年;校訂、出版 ライプツィヒ 1830年
  - 他の版
    - Amsterdam: KW-Verlag, 1961, score (68 pages) and 22 parts OCLC 473737390, 71483351, 21900633.
    - Piano reduction. Amsterdam: KaWe, 1981; plate KW50a, score (18 pages); plate K.51W, 3 solo parts OCLC 11704272, 495858539, 314306269; reprint 1985 OCLC 314418643.
- ファゴットと管弦楽のためのコンツェルティーノ 変ロ長調
  - 1829年完成; ペータース社より出版 1829年
  - 他の版
    - Harri Ahmasによるピアノ伴奏版。 Helsinki: Musiikki Fazer Musik, 1984, FM 06658-9, score (33 pages) and part (8 pages) OCLC 12886100, 472360592; reprint [Helsinki?]: Warner/Chappell Music Finland, 1995, ISBN 978-951-757-485-3, OCLC 49790635.
- クラリネットと管弦楽のための「Introduction et Air suedois」 Op.12
  - クラリネットと管弦楽のための序奏と変奏曲 Op.12とも呼ばれる
  - Olof Åhlströmによる大衆歌謡「Supvisa」に基づく
  - 初演 1804年 初演時の曲名「歌曲『少年よ、杯を乾かせ』による変奏曲 Variationer på visan: Goda gosse, glaset töm」
  - 校訂、出版 ライプツィヒ 1830年
  - 他の版
    - Hamburg: Musikverlag Hans Sikorski, 1983, plate H.S. 1263 K, score (23 pages) and part (7 pages) OCLC 271806031.
    - Winterthur: Amadeus, 1992, score (15 pages) part (7 pages) OCLC 496748832, 316294677, 29937522; reprint 2006 OCLC 316294677.
- ファゴットと管弦楽のための「Airs suedois」 1814年
  - この曲はしばしば上記の「Introduction et Air suedois」と混同されるが、全く異なる作品である。ファゴットのためのAirs suedoisは総譜が散逸したため、比較的よく分かっていない。にもかかわらず、よくできた、興味深い作品である。
  - Graham Sheenによる管弦楽版（本人から楽譜が入手可能）。London: Park Publications, 1985, score (35 pages) and part (10 pages) OCLC 83527195.
  - ファゴットソロと作曲者によるピアノ伴奏Emerson版 Graham Sheen校訂
    - 録音 Graham SheenとElizabeth Burleyの演奏 SFZ Music CD "Goodbye, Mr Galliard" SFZM0109
    - 録音 Knut SonstevoldとStefan Lindgrenの演奏 Daphne CD "Fagottissimo"
    - 他 [London]: British Double Reed Society, ca. 1993, score (21 pages) and part OCLC 315579789.

### 室内楽
- クラリネット、ヴァイオリン、ビオラ、チェロのための四重奏 変ホ長調 Op.2
  - 1807年?作曲; ライプツィヒ、Musique de Bureauより出版 1811年
  - 他の版
    - ペータース版 cat. no. EKB 019.[17]
    - Bernhard Päulerによる校訂。 Winterthur: Amadeus, 2006, score (15 pages) and 4 parts OCLC 143629504, 219822346.
    - Béla Kovácsによる3つのクラリネットとバス・クラリネットのための編曲。 Leverkusen: Edition Darok, ca. 1996, score (20 pages) and 4 parts OCLC 493914889.
- クラリネット、ヴァイオリン、ビオラ、チェロのための四重奏 ハ短調 Op.4
  - 1804年?作曲; ライプツィヒ、ペータース社より出版 1817年
  - 他の版
    - ペータース版 cat. no. EKB 039.[18]
    - Bernhard Päulerによる校訂 Winterthur: Amadeus, 2006, score (16 pages) + 4 parts OCLC 143629861, 219816803, 317648992.
    - インディアナ大学Lyle T. Barkhymerによる草稿版 1975年 総譜（pp. 53–91）と各パート譜OCLC 13024716.
- クラリネット、ヴァイオリン、ビオラ、チェロのための四重奏 ニ長調 Op.7
  - 1821年?作曲; ライプツィヒ、ペータース社より出版 1823年 cat. nos. 1723 and 1783B.
  - 他の版
    - ペータース版 cat. no. EKB 040.[19]
    - Kurt MeierによるC管のオーボエ用編曲 Winterthur: Amadeus, 2002, score (16 pages) and 4 parts OCLC 216912237, 56612024, 85272139
- フルート、ヴァイオリン、ビオラ、チェロのための四重奏 ニ長調 Op.8[20]
  - Op.7の編曲
  - 1821年?作曲; ライプツィヒ、ペータース社より出版 1823年
  - 他の版
    - Helsinki: Suomalaisen Musiikin Tiedotuskeskus, 1991, score (25 pages) and 3 parts OCLC 30964138.
    - Kurt Meier校訂。 Winterthur: Amadeus/Bernhard Päuler, 2002, miniature score (16 pages) and 4 parts OCLC 163139099, 519199702, 52367998.
    - Timo Hongistoによるフルートとピアノによる「ソナタ」への編曲。 Espoo: Fazer Music, 1990, score (44 pages) and part OCLC 66487836.
- 3つのクラリネット二重奏曲　第1番 ヘ長調 第2番 ニ短調 (score) 第3番 ハ長調
  - ライプツィヒ、ペータース社より出版 1821年
  - 他の版
    - ペータース版 cat. no. EP 7780.[21]
    - 3つの連続したクラリネット二重奏曲 London: Hinrichsen Edition, ©1960, score (3 volumes score and 3 parts) OCLC 221151418.
- クラリネット、ホルン、ファゴットのための演奏会用三重奏曲 （Potpourri）
  - Bernhard Päulerの校訂。 Winterthur: Amadeus, 2005, score (8 pages) and 3 parts OCLC 69664938, 218898550, 150238464; OCLC 427966254, 314684689.
  - Stig Rybrantによる編曲。 Lidingö: Busch, 2007, score (12 pages) and parts OCLC 315794765.
- オーボエ、2つのヴァイオリン、ビオラ、チェロのためのディベルティメント ハ長調 Op.9
  - 楽譜 at IMSLP.
  - ライプツィヒ、ペータース社より出版 1823年 cat. no. 1728.
  - 他の版
    - Bernhard Päulerによる校訂。 Winterthur: Amadeus, 2003, score (15 pages) and 5 parts OCLC 164935031.

### 声楽曲
- Sångstycken （"歌曲集"）
  - エサイアス・テグネールら他による詩
  - ストックホルムで出版 1822年 全3巻 [vol 1 OCLC 187016006.
- Frithiofs saga （10の歌曲） ピアノ伴奏
  - エサイアス・テグネールによる詩
  - ストックホルムで出版 1826年; 1827年増刷
  - 他の版
    - 「Frithiof's Sagaによる12の歌 Zwölf Gesänge aus der Frithiof's Saga」Gottlieb Mohnikeによるスウェーデン語からの翻訳。 ライプツィヒ、ペータース社 [1827] 楽譜（28ページ） OCLC 35515659.
    - Tolf sånger ur Frithiofs saga, Stockholm: Elkan & Schildknecht, [186-?], score (35 pages) OCLC 16449386.
    - Lund: Gleerup; コペンハーゲン: Lose & Olsen, no date, score (28 pages) OCLC 473459716.
- 歌、クラリネット、ピアノのための「From Ganges' beauteous strands」
  - 「奴隷少女 Den lilla slafvinnan」のための付随音楽
  - 原曲は巣ソプラノと室内オーケストラのための曲
  - ヨークシャー、アンプレフォース（Ampleforth）で出版 Emerson Edition, 1980, score (22 pages) and 2 parts OCLC 7818366.
- 4人の歌手のための「Oi terve Pohjola!」
  - スウェーデン語のタイトル "Hell dig, du höga Nord!" ("Hail, O Northland!")
  - 合唱のための編曲の存在する。
  - フィンランドにおいて、おそらく最も有名なクルーセル作品である[5]。

### 舞台音楽
- オペラ「奴隷少女 Lilla slavinnan」 3幕形式
  - René Charles Guilbert de Pixérécourtの台本; Ulrik Emanuel MannerhjertaとG. Lagerbjelkeによる翻訳
  - 初演　1824年2月18日 ストックホルム
  - 一部が1824年にストックホルムで出版されている。
  - ストックホルムのKungliga Teaterns Bibliotekが所有。
  - 他の版
    - Ludwig Anton Edvard Passyによるピアノ編曲版。 Stockholm: Westerberg, [ca. 1825], score (52 pages, "obl. fol.") OCLC 497781417.
    - 台本、ストックホルム、1824年 OCLC 186783678.
    - "Tusen och en natt"からのモチーフ。 Helsingfors, 1909, score (4 pages) OCLC 58237418.

## 引用文献
- Asiado, Tel (2004). "Bernhard Henrik Crusell (1775-1838). Swedish-Finnish clarinetist, composer and translator." at Mozart Forum.
- Hillila, Ruth-Esther and Barbara Blanchard Hong (1997). Historical dictionary of the music and musicians of Finland. Westport, Conn.: Greenwood Press. ISBN 978-0-313-27728-3.
- Rice, Albert R. (2003). The clarinet in the classical period. Oxford: Oxford University Press. ISBN 978-0-19-514483-3. OCLC 52514349.
- Sadie, Stanley, ed.; John Tyrell; exec. ed. (2001). ニューグローヴ世界音楽大事典, 2nd ed. London: Macmillan. ISBN 978-1-56159-239-5 (hardcover). OCLC 419285866 (eBook).
- Winter, Helmer (1925). Berndt Henric Crusellin 150-vuotismuisto [Berndt Henric Crusell's 150th (birthday) anniversary]. Uusikaupunki: the author. OCLC 58221891, 249964610.
- Comini, Alessandra (2008) The Changing Image of Beethoven: A Study in Mythmaking. Sunstone Press. ISBN 0-86534-661-5, ISBN 978-0-86534-661-1.
- Rendall, F. Geoffrey (1971). The Clarinet (Third Edition). London: Ernest Benn. pp. 140–1

## 非引用文献
- Dahlströhm, Fabian (1976). Bernhard Henrik Crusell: klarinettisten och hans större instrumentalverk. Helsingfors: Svenska litteratursällskapet i Finland. Language: Swedish. ISBN 978-951-9017-21-1. OCLC 2695486.
- Kallio, Ilmari (1994). Bernhard Henrik Crusell (1775–1838). Uusikaupunki: Crusell-Society. Language: Finnish. OCLC 246856237.
- Spicknall, John Payne (1974). The solo clarinet works of Bernard Henrik Crusell (1775–1838). Thesis—University of Maryland. OCLC 5665626.
- Wilson, Sven (1977). Bernhard Crusell: tonsättare, klarinettvirtuos. Stockholm: Kungliga Musikaliska Akademien (Royal Swedish Academy of Music). Language: Swedish. ISBN 978-91-85428-07-6. OCLC 185869706. Note: Includes extracts from Crusell's diaries of journeys abroad in 1803, 1811 and 1822. OCLC 4882756.